# Tanjung Sialang
Tanjung Sialang is een bestuurslaag in het regentschap Mandailing Natal van de provincie Noord-Sumatra, Indonesië. Tanjung Sialang telt 603 inwoners (volkstelling 2010).